# Transocean Arctic
La Transocean Arctic è una piattaforma semisommergibile di perforazione offshore battente bandiera marshallese costruita nel 1986 come Ross Rig da Mitsubishi Heavy Industries per Rosshavet.

## Caratteristiche
La Transocean Arctic ha una lunghezza di 99,6 m per una stazza lorda di 22.194 tsl. Ha una larghezza di 78,5 m e un pescaggio di 17 m. È identificata con il numero dell'Organizzazione marittima internazionale 8754499, l'identificativo del servizio mobile marittimo 538001679 e l'indicativo di chiamata radio ITU V7DO6.
Il suo design, Marosso 56, di Marotec, è costituito da due pontoni paralleli, ciascuno con due colonne e il ponte di lavoro in cima.

## Storia
Costruita come Ross Rig, la piattaforma fu acquisita nel 1994 dalla Transocean e due anni dopo rinominata Transocean Arctic.